# Joint Chiefs of Staff

Emblem der Joint Chiefs of Staff

Die Joint Chiefs of Staff (kurz JCS, deutsch etwa Vereinigte Stabschefs oder auch Vereinigter Generalstab) sind ein Gremium, das den US-Präsidenten und den US-Verteidigungsminister sowie den Vorsitzenden des United States Homeland Security Council und des United States National Security Council in militärischen Fragen zu beraten hat. Sie haben aber aus ihrer Mitgliedschaft in dem Gremium weder einzeln noch gemeinsam Befehlsgewalt. Mitglieder sind der Vorsitzende (chairman) sowie der stellvertretende Vorsitzende (vice chairman) der JCS, die Generalstabschefs der US-amerikanischen Teilstreitkräfte und der Chief of the National Guard Bureau. Die Mitglieder des Gremiums werden vom Präsidenten benannt und vom US-Senat bestätigt. Ihnen untersteht ein umfangreicher militärischer und ziviler Planungs- und Führungsapparat. Im Oktober 2008 verfügten die JCS über knapp 210 zivile Mitarbeiter.

## Geschichte

Flagge des Vorsitzenden

Am 20. Juli 1942 wurde Admiral William D. Leahy Chief of Staff to the Commander in Chief of the Army and Navy (dt. etwa Generalstabschef des Oberbefehlshabers des Heeres und der Marine, d. h. mit anderen Worten: Stabschef des Präsidenten). Dieser Posten war zwar nicht de jure, aber doch de facto der des Chairman of the Joint Chiefs of Staff (dt. Vorsitzender der Vereinigten Stabschefs). Der erste offizielle CJCS war der General of the Army Omar N. Bradley 1949. Hintergrund der Einrichtung dieser Institution war das Ziel, eine bessere Koordination der Streitkräfte, gleichzeitig mit ihrem kriegsbedingt massiven Ausbau, zu erzielen. Als Beispiel galt das bereits bestehende Gremium des britischen Generalstabs (Chiefs of Staff Committee), mit dem eine enge Zusammenarbeit angestrebt wurde. Für die Dauer des Zweiten Weltkriegs wurde aus beiden Organisationen die Combined Chiefs of Staff, bestehend aus den britischen und US-amerikanischen Generalstabschefs gegründet.
Nach der 1986 durch den Goldwater-Nichols Act durchgeführten Reorganisation der militärischen Kommandokette haben die Joint Chiefs of Staff keinerlei operative Befehlsgewalt über die US-Streitkräfte mehr, vielmehr ist ihre Aufgabe, dafür zu sorgen, dass die Bereitschaft jedes Teilbereiches der Streitkräfte sichergestellt ist. Die operative Befehlskette läuft vom US-Präsidenten über den US-Verteidigungsminister bis zu den einzelnen Kommandeuren der Unified Combatant Commands.
Außerdem sind die JCS beratend für den Präsidenten und seinen Verteidigungsminister tätig, der Vorsitzende ist der Hauptberater des Präsidenten in militärischen Fragen. Für die Nachkriegszeit in Deutschland von besonderer Bedeutung waren zwei Leitlinien (directives), die dem US-Präsidenten Harry S. Truman vom JCS vorgelegt wurden: die Joint Chiefs of Staff directive 1067, die von ihm im Mai 1945 unterzeichnet wurde, und die Joint Chiefs of Staff directive 1779, die von ihm im Juli 1947 in Kraft gesetzt wurde. Für die Besatzungszeit in Japan galt die Basic Directive for Post-Surrender Military Government in Japan Proper des State-War-Navy Coordinating Committee und der JCS vom 3. November 1946.
Seit Oktober 2005 existiert der Posten des Senior Enlisted Advisor to the Chairman of the Joint Chiefs of Staff (SEAC). Dieser Unteroffizier ist der Berater des Generalstabschefs in Fragen, die die Unteroffiziere und Mannschaftssoldaten der US-Streitkräfte in gemischten Großverbänden betreffen.
Seit dem Finanzjahr 2012 ist der Chief of the National Guard Bureau Mitglied der Joint Chiefs of Staff.
Mit der Gründung der United States Space Force als unabhängige Teilstreitkraft des Militärs am 20. Dezember 2019 gab es auch ein neues Führungsamt, den Chief of Space Operations. Am 20. Dezember 2020 wurde dieser auch in die Joint Chiefs of Staff aufgenommen.

## Auftrag

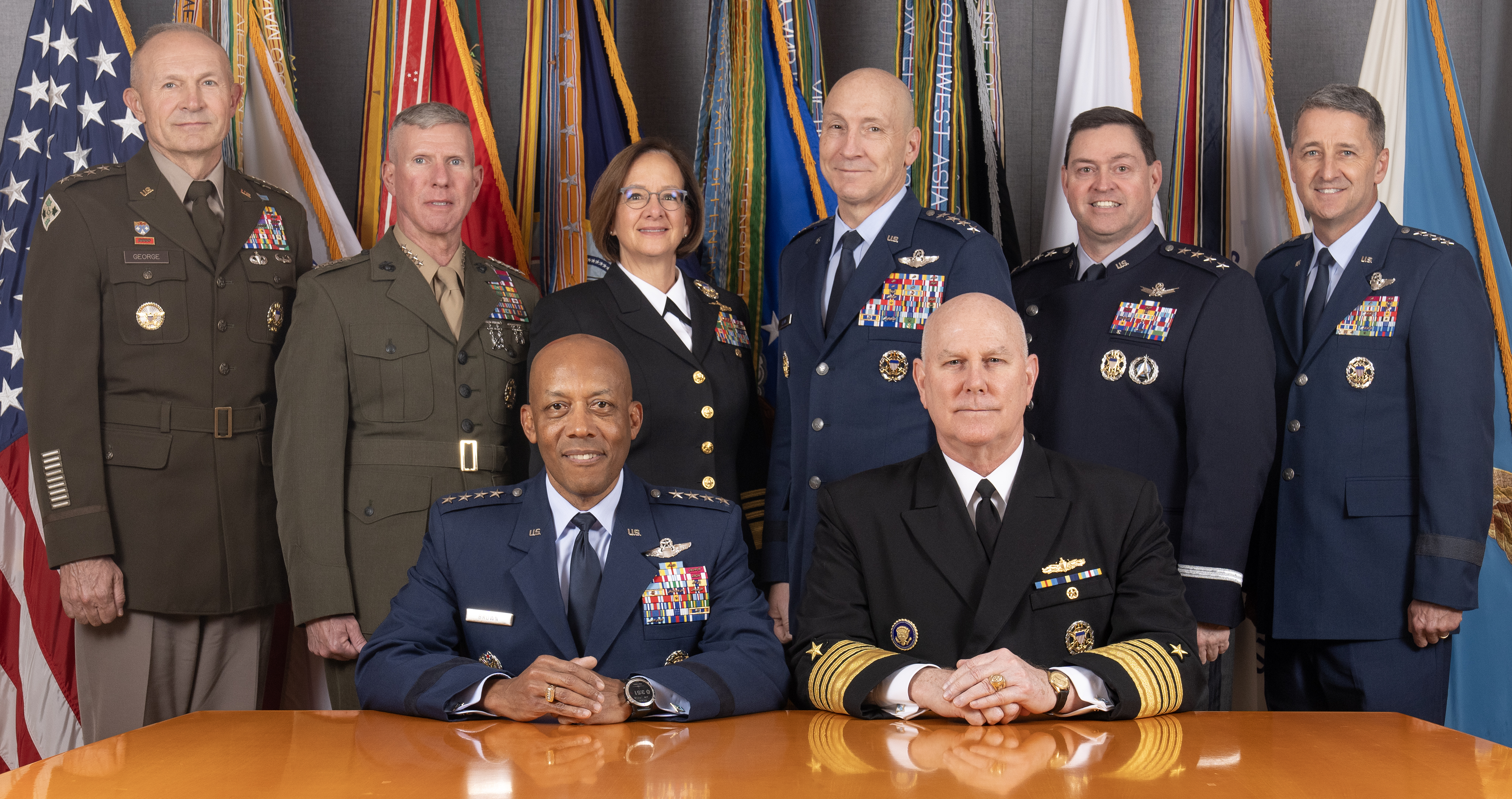
Die Joint Chiefs im Jahr 2024

Der Goldwater-Nichols Act von 1986 legt den Vorsitzenden (chairman) als höchstrangigen Soldaten der US-Streitkräfte fest. In dieser Position ist er prinzipiell der erste militärische Ansprechpartner bzw. Berater des US-Präsidenten. Bei seiner Arbeit kann er sich mit den anderen Mitgliedern der JCS und den Combatant Commanders beraten. So soll er die ganze Fülle der Meinungen, die er gehört hat, präsentieren und sie mit den Kommentaren der anderen Stabschefs ergänzen. Dennoch verkörpert der Vorsitzende nicht die Spitze der Kommandokette, denn die operative Führung liegt bei den Combatant Commanders, denen ihrerseits die National Command Authority vorsteht.
Der stellvertretende Vorsitzende (vice chairman) ist dem Gesetz nach der zweithöchste Soldat der US-Streitkräfte und übt die Tätigkeiten aus, die ihm der Vorsitzende zuweist. Er nimmt den Platz des Vorsitzenden in seiner Abwesenheit oder bei dessen Unfähigkeit, weiter sein Amt zu führen, ein. Ursprünglich war der Stellvertreter kein Mitglied der JCS, wurde aber durch Section 911 des National Defense Authorization Act von 1992 ein stimmberechtigtes Mitglied.

## Der Joint Staff

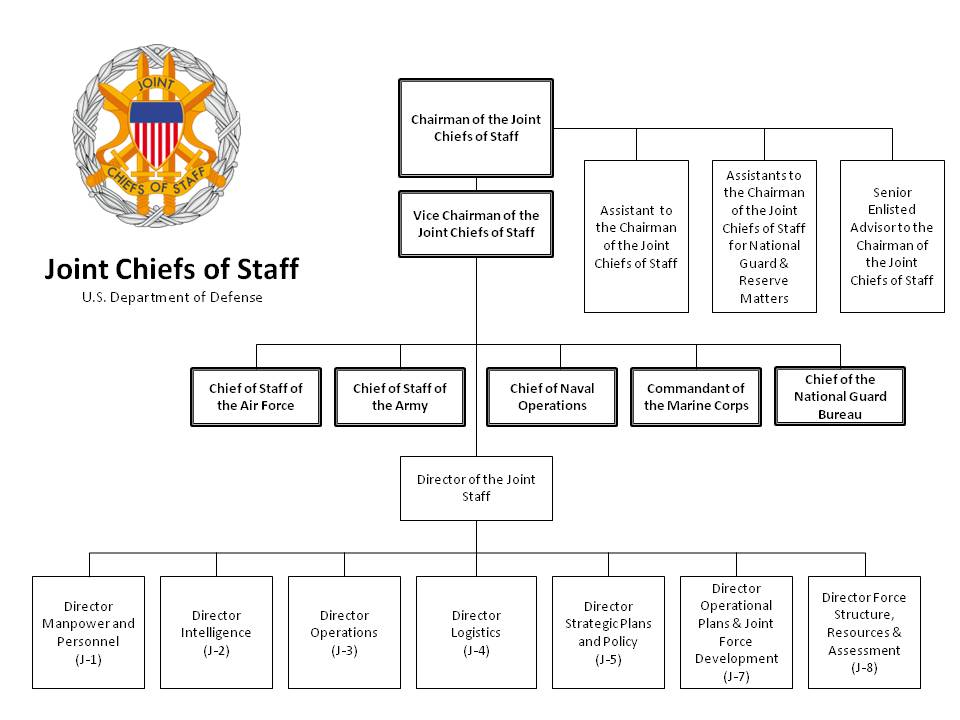
Organigramm des JCS

Dem Vorsitzenden bzw. den JCS an sich ist ein ganzer Stab unterstellt, der Joint Staff. Dieser Stab unterstützt den Vorsitzenden bei seinen Aufgaben: die verbundene strategische Gesamtführung der Kampftruppen, deren Operation unter den einzelnen Unified Combatant Commands, die Integration in effiziente Teams – im Sinne des Gefechts der verbundenen Waffen – aus Land-, maritimen und Luftstreitkräften. Der Joint Staff wird wenn möglich zu gleichen Teilen mit Personal aus allen Teilstreitkräften besetzt. In der Praxis machen die Marines 20 % der Stellen aus, die der US Navy zugewiesen sind. Seit seiner Aufstellung 1947 verbieten es die Statuten, dass der Joint Staff als genereller Teilstreitkräfte-übergreifender Generalstab arbeitet. Daher hat der Joint Staff keine ausführende Gewalt gegenüber den Kampftruppen.
Nach der Beratung mit den anderen JCS und der Zustimmung des Verteidigungsministers ernennt der Vorsitzende den Direktor des Joint Staff, der ihm dabei hilft, diesen Stab effektiv zu nutzen. Dem Gesetz nach liegt die Leitung dennoch letztinstanzlich bei dem Vorsitzenden. Wenn es der Vorsitzende befiehlt, kann der Joint Staff auch den einzelnen Mitgliedern der JCS zur Seite stehen.
Der Joint Staff setzt sich wie folgt zusammen:
- Direktor des Joint Staff
  - J-1 Personal
  - J-2 Joint Staff Nachrichtendienst
  - J-3 Operationen
  - J-4 Logistik
  - J-5 Strategische Planung und Richtlinien
  - J-6 C4CS (Command, Control, Communication, Consultation and Computer Systems)
  - J-7 Operationspläne und Interoperabilität
  - J-8 Truppenstruktur, Ressourcen und Beurteilung
  - Management Direktorat (geleitet vom Vizedirektor des Joint Staff)

Bei der Teilstreitkräfte-übergreifenden Arbeit assistiert eine ganze Reihe von Offizieren der Generalität des JCS in Sachen von geringerer Relevanz. Jeder Stabschef einer Teilstreitkraft ernennt einen Operationsstellvertreter (operations deputy), der mit dem Direktor des Joint Staff zusammenarbeitet. Diese Operations Deputies (OPSDEPS) halten Sitzungen ab, um vorbereitende Sachen zu erledigen und sie später den JCS vorzulegen. Mit Ausnahme des Direktors ist dieser weitere Stab kein Teil des Joint Staff. Neben diesem Beraterstab gibt es noch die stellvertretenden Operationsstellvertreter (deputy operations deputies), die sich aus dem Vizedirektor des Joint Staffs und einem Rear Admiral bzw. Major General aus der jeweiligen Teilstreitkraft zusammensetzen. Derzeit sind dies jeweils die Direktoren für Planung und Strategie der einzelnen Teilstreitkräfte. Sie bereiten Themen für die Operationsstellvertreter vor. Mit Ausnahme des Vizedirektors gehört auch dieser Stab nicht zum Joint Staff. Was diese Beraterstäbe genau bearbeiten, bestimmen die JCS bzw. deren Strategiepapiere selbst. Der Direktor des Joint Staff ist dabei berechtigt, die bearbeiteten Sachverhalte zu überprüfen und zu genehmigen, wenn es keinen abweichenden Standpunkt zwischen den Teilstreitkräften gibt, die Regelungen mit der Strategie des Vorsitzenden übereinstimmt, der Sachverhalt von keinem der Mitglieder der JCS angeregt wurde und es daher nicht der Aufmerksamkeit der JCS bedarf. Daher haben Bestimmungen bzw. Entscheidungen der Operationsstellvertreter bzw. deren Stellvertreter dieselbe Wirksamkeit wie Entscheidungen der JCS selbst.
Gelegentlich nimmt auch der Commandant of the Coast Guard an den Sitzungen des JCS teil. Gemäß Titel 14, § 101 des United States Code untersteht die US Coast Guard, die eines der sechs Teilstreitkräfte des US-Militärs darstellt, dem Heimatschutzministerium und nicht dem Verteidigungsministerium, es sei denn, der Präsident (z. B. in Kriegszeiten oder einem nationalen Notstand) überträgt sie dem Marineministerium. Der Kommandant der Küstenwache ist jedoch de jure kein Mitglied der Joint Chiefs of Staff, wird jedoch manchmal als De-facto-Mitglied angesehen, da er Anspruch auf die gleiche Zusatzvergütung wie die Joint Chiefs hat und gelegentlich, auf Einladung des JCS, an Sitzungen des JCS teilnimmt. Im Gegensatz zu den Joint Chiefs, die eigentlich nicht zur operativen Befehlskette ihrer ihr vorstehenden Teilstreitkraft gehören, ist der Kommandant der US-Küstenwache sowohl administrativer als auch operativer Befehlshaber seiner Teilstreitkraft.
Am 9. August 2010 kündigte US-Verteidigungsminister Robert Gates an, dass das US Joint Forces Command aufgrund von Sparzwängen innerhalb eines Jahres aufgelöst und die Aufgaben an den Joint Staff abgegeben werden sollen.

## Gegenwärtige Zusammensetzung
Mit Stand Juni 2025 setzt sich das Joint Chiefs of Staff aus folgenden Amtsführern zusammen:
| Position                           | Foto | Name                         | Teilstreitkraft | Flagge |
| ---------------------------------- | ---- | ---------------------------- | --------------- | ------ |
| Vorsitzender                       |      | General Dan Caine            | US Air Force    |        |
| Stellvertretender Vorsitzender     |      | Admiral Christopher W. Grady | US Navy         |        |
| Chief of Staff of the Army         |      | General Randy A. George      | US Army         |        |
| Commandant of the Marine Corps     |      | General Eric M. Smith        | US Marine Corps |        |
| Chief of Naval Operations          |      | vakant                       |                 |        |
| Chief of Staff of the Air Force    |      | General David W. Allvin      | US Air Force    |        |
| Chief of Space Operations          |      | General B. Chance Saltzman   | US Space Force  |        |
| Chief of the National Guard Bureau |      | General Steven Nordhaus      | US Air Force    |        |

## Bisherige stellvertretende Vorsitzende
| Nr. | Name und Rang                        | Bild | Amtsbeginn                                       | Amtsende          |
| --- | ------------------------------------ | ---- | ------------------------------------------------ | ----------------- |
| 1   | General Robert T. Herres (USAF)      |      | 6. Februar 1987                                  | 28. Februar 1990  |
| 2   | Admiral David E. Jeremiah (USN)      |      | 1. März 1990                                     | 28. Februar 1994  |
| 3   | Admiral William A. Owens (USN)       |      | 1. März 1994                                     | 27. Februar 1996  |
| 4   | General Joseph W. Ralston (USAF)     |      | 1. März 1996                                     | 29. Februar 2000  |
| 5   | General Richard B. Myers (USAF)      |      | 29. Februar 2000                                 | 1. Oktober 2001   |
| 6   | General Peter Pace (USMC)            |      | 1. Oktober 2001                                  | 12. August 2005   |
| 7   | Admiral Edmund P. Giambastiani (USN) |      | 12. August 2005                                  | 27. Juli 2007     |
| 8   | General James E. Cartwright (USMC)   |      | 31. August 2007 (Amtsführung seit dem 3. August) | 3. August 2011    |
| 9   | Admiral James A. Winnefeld Jr. (USN) |      | 4. August 2011                                   | 30. Juli 2015     |
| 10  | General Paul J. Selva (USAF)         |      | 31. Juli 2015                                    | 31. Juli 2019     |
| 11  | General John E. Hyten (USAF)         |      | 21. November 2019                                | 19. November 2021 |
| 12  | Admiral Christopher W. Grady (USN)   |      | 20. Dezember 2021                                |                   |